# Вудкок Тауншип (округ Кроуфорд, Пенсільванія)
Вудкок Тауншип (англ. Woodcock Township) — селище (англ. township) в США, в окрузі Кроуфорд штату Пенсільванія. Населення — 2754 особи (2020).

## Демографія
Згідно з переписом 2010 року, у селищі мешкало 2856 осіб у 1015 домогосподарствах у складі 760 родин. Було 1123 помешкання
Расовий склад населення:
| - 96,4 % — білих - 1,7 % — чорних або афроамериканців - 0,6 % — азіатів - 0,1 % — корінних американців |

До двох чи більше рас належало 1,0 %. Частка іспаномовних становила 0,7 % від усіх жителів.
За віковим діапазоном населення розподілялося таким чином: 25,3 % — особи молодші 18 років, 55,4 % — особи у віці 18—64 років, 19,3 % — особи у віці 65 років та старші. Медіана віку мешканця становила 44,0 року. На 100 осіб жіночої статі у селищі припадало 93,8 чоловіків;  на 100 жінок у віці від 18 років та старших — 91,7 чоловіків також старших 18 років.
Середній дохід на одне домашнє господарство  становив 62 708 доларів США (медіана — 47 118), а середній дохід на одну сім'ю — 73 459 доларів (медіана — 64 375). Медіана доходів становила 45 288 доларів для чоловіків та 30 037 доларів для жінок. За межею бідності перебувало 11,0 % осіб, у тому числі 16,7 % дітей у віці до 18 років та 7,4 % осіб у віці 65 років та старших.
Цивільне працевлаштоване населення становило 1323 особи. Основні галузі зайнятості: освіта, охорона здоров'я та соціальна допомога — 25,2 %, виробництво — 21,1 %, роздрібна торгівля — 9,5 %, будівництво — 7,0 %.